# چارلز روسون
چارلز روسون، (به انگلیسی: Charles Revson) (زاده ۱۱ اکتبر ۱۹۰۶ - درگذشته ۲۴ اوت ۱۹۷۵) کارآفرین، بازرگان، نیکوکار و مدیر ارشد اجرایی آمریکایی بود، که در سال ۱۹۳۲ شرکت لوازم آرایشی رولون را تأسیس نمود.